# Java Database Connectivity
A Java Database Connectivity, röviden JDBC egy API a Java programozási nyelvhez, amely az adatbázishozzáférést támogatja. A JDBC definiálja az adatbázisok lekérdezéséhez és módosításához szükséges osztályokat és metódusokat. A relációs adatmodellhez igazodik.
A Standard Edition és az Enterprise Edition egyaránt tartalmazza a JDBC-t a specifikáció részeként. A Sun terjeszt egy zárt forráskódú ODBC implementációt is a Standard Edition részeként, amellyel minden ODBC-kompatibilis adatbázishoz lehet kapcsolódni.

## Áttekintés
A JDBC már az 1.1 verziótól kezdve a Standard Edition része. A vonatkozó osztályokat a java.sql csomag tartalmazza. A 3.0 verziótól kezdve a fejlesztés a Java Community Process keretében történik.
- A JDBC 3.0 verziót a JSR 54 definiálja és a J2SE 1.4 kiadás részét képezi.
- A JDBC rowset kiterjesztést a JSR 112 fogalmazza meg.
- A JDBC 4.0 verziót a JSR 221 specifikálja és a Java SE 6 kiadás része.
- A JDBC 4.1-t a JSR 221 karbantatási kiadás 1 specifikálja[1] és része a Java SE-nak.[2]
- A legfrissebb verzió a JDBC 4.2, JSR 221 karbantatási kiadás 2 specifikálja[3] és része a Java SE 8-nak.[4]

A JDBC lehetővé teszi több implementáció létezését és használatát egy alkalmazáson belül. Az API biztosít egy mechanizmust a megfelelő java csomagok betöltésére és regisztrálására az úgynevezett Driver Manager-en keresztül. A Driver Manager az objektumorientált programozás tervezési mintái szerint egy factory amely adatbáziskapcsolatokat gyárt.
Az adatbáziskapcsolatot a java.sql csomag Connection osztálya reprezentálja. Ezekkel SQL kifejezéseket lehet készíteni és futtatni. Az SQL kifejezéseket a Statement illetve a PreparedStatement osztályok reprezentálják. A kifejezések lehetnek lekérdező SELECT kifejezések vagy módosító CREATE, INSERT, UPDATE és DELETE kifejezések, de lehetőség van tárolt eljárások futtatására is a java.sql.CallableStatement osztállyal:
- java.sql.Statement – a kifejezés végrehajtódik az adatbázisszerveren
- java.sql.PreparedStatement – a kifejezés cache-elődik majd az adatbázisszerver optimalizál neki egy execution path-et, így többször, hatékonyabban lehet futtatni.
- java.sql.CallableStatement – az adatbázis tárolt eljárásainak futtatására.

A módosító kifejezések, tehát az INSERT, az UPDATE és a DELETE futtatása csak egy int típusú egész számot ad vissza, ami azt mondja meg, hány sorra hatottak a változások. A lekérdező kifejezések az eredményt egy ResultSet objektum formájában adják vissza, ami a relációs adatmodellben egy relációnak felel meg. Ennek a relációnak a sorai iteratívan lekérdezhetőek. Az objektum ezen kívül metaadatokat is tartalmaz, amelyek az oszlopok neveit és típusát adják meg.
Az alap API-hoz létezik egy kiegészítés is a javax.sql csomagban, amivel pozicionálni is lehet az eredményhalmazban és kurzorokat is lehet használni többek között.

## Példa
A használt adatbázisszerver JDBC driver-ét a java.lang.Class.forName(String) metódussal lehet betölteni.  Az alábbi programsor valami jdbc forgalmazó driverét tölti be az alkalmazásba. (Egyes virtuális gépek megkövetelik a Driver objektum példányosítását is a .newInstance() metódussal.)
```
Class
.
forName
(
 
"com.valamijdbcforgalmazo.ValamiJdbcDriver"
 
);

```

A JDBC 4.0 verziótól már nem kell explicit betölteni a JDBC drivert a Class.forName() metódussal.
Miután a virtuális gép betöltötte a java.sql.Driver osztályt, példányosítja azt és regisztrálja a java.sql.DriverManager.registerDriver(Driver) metódussal. Ezt a példányosító és regisztráló kódot a driver gyártójának kell implementálnia a driver osztály statikus konstruktorában.
A következő lépés az adatbáziskapcsolat létrehozása egy Connection példány formájában a DriverManager.getConnection() metódus segítségével:
```
Connection
 
conn
 
=
 
DriverManager
.
getConnection
(

     
"jdbc:valamijdbcforgalmazo:további adatok a jdbc forgalmazótól függően"
,

     
"felhasznalonev"
,

     
"jelszo"
 
);

```

Az URL mindig a „jdbc:” karaktersorozattal kezdődik, a többi része a forgalmazótól függ. Ha megvan az adatbáziskapcsolat, akkor létre lehet hozni az SQL kifejezést:
```
Statement
 
stmt
 
=
 
conn
.
createStatement
();

try
 
{

    
stmt
.
executeUpdate
(
 
"INSERT INTO MyTable( name ) VALUES ( 'Rob' ) "
 
);

}
 
finally
 
{

    
// Fontos lezárni a kifejezést!

    
stmt
.
close
();

}

```

A JDBC objektumok lezárása nagyon fontos, mert az adatbáziskapcsolatok, kifejezések és eredményhalmazok erőforrásokat, például socket-eket és file descriptorokat, foglalnak le az operációs rendszerben. Távoli szerver esetében a szerveren kurzorokat is lefoglalhatnak. A nyitva felejtett objektumok váratlan és zavarbaejtő hibákhoz vezethetnek. A JDBC objektumok használatakor ajánlatos követni az alábbi try-finally mintát:
```
Statement
 
stmt
 
=
 
conn
.
createStatement
();

try
 
{

    
ResultSet
 
rs
 
=
 
stmt
.
executeQuery
(
 
"SELECT * FROM MyTable"
 
);

    
try
 
{

        
while
 
(
 
rs
.
next
()
 
)
 
{

	    
// Sorfeldolgozás.

        
}

    
}
 
finally
 
{

        
rs
.
close
();

    
}

}
 
finally
 
{

    
stmt
.
close
();

}

```

A PreparedStatement használata hasonlít a Statement használatához, de dinamikusan paraméterezhető:
```
PreparedStatement
 
ps
 
=
 
conn
.
prepareStatement
(
 
"SELECT i.*, j.* FROM Omega i, Zappa j WHERE i = ? AND j = ?"
 
);

try
 
{

    
ps
.
setString
(
1
,
 
"Poor Yorick"
);

    
ps
.
setInt
(
2
,
 
8008
);

    
ResultSet
 
rs
 
=
 
ps
.
executeQuery
();

    
try
 
{

        
while
 
(
 
rs
.
next
()
 
)
 
{

	    
// Sorfeldolgozás.

        
}

    
}
 
finally
 
{

        
rs
.
close
();

   
}

}
 
finally
 
{

   
ps
.
close
();

}

```

Az alábbi SQL típusokra lehet konvertálni változókat a Java nyelvből:
| Oracle típus | setXXX()        |
| ------------ | --------------- |
| CHAR         | setString()     |
| VARCHAR2     | setString()     |
| NUMBER       | setBigDecimal() |
| NUMBER       | setBoolean()    |
| NUMBER       | setByte()       |
| NUMBER       | setShort()      |
| NUMBER       | setInt()        |
| NUMBER       | setLong()       |
| NUMBER       | setFloat()      |
| NUMBER       | setDouble()     |
| INTEGER      | setInt()        |
| FLOAT        | setDouble()     |
| CLOB         | setClob()       |
| BLOB         | setBlob()       |
| RAW          | setBytes()      |
| LONGRAW      | setBytes()      |
| DATE         | setDate()       |
| DATE         | setTime()       |
| DATE         | setTimestamp()  |

Tárolt eljárásos példa a CallableStatement használatával az API dokumentációjában található.

## Kivételek
Ha valamilyen adatbázis művelet sikertelen, az java.sql.SQLException kivételt vált ki. Általában programkódból nem lehet sokat tenni az ilyen hibáknál a naplózáson kívül. Népszerű gyakorlat az ilyen kivételeknél alkalmazásszintű kivételt kiváltani, ami adott esetben a tranzakció visszavonását és a felhasználó értesítését eredményezheti.

## JDBC driverek
A driver nem más, mint egy kliensoldali adapter, amely a java program kéréseit átalakítja az adatbázisszerver által értelmezhető formára.

### Típusok
A legtöbb relációs adatbázisszerverhez léteznek driverek. Ezeket a következő módon tipizálják:
- Type 1 – JDBC-ODBC híd
- Type 2 – natív driver
- Type 3 – pure java, hálózati protokoll driver
- Type 4 – pure java, natív protokoll driver